# (24170) 1999 WB13
(24170) 1999 WB13 est un astéroïde de la ceinture principale d'astéroïdes découvert en 1999.

## Description
(24170) 1999 WB13 a été découvert le 29 novembre 1999 à l'observatoire astronomique de Bédoin (France) par Pierre Antonini.

### Caractéristiques orbitales
L'orbite de cet astéroïde est caractérisée par un demi-grand axe de 2,32 UA, un périhélie de 2,15 UA, une excentricité de 0,08 et une inclinaison de 6,54° par rapport à l'écliptique. Du fait de ces caractéristiques, à savoir un demi-grand axe compris entre 2 et 3,2 UA et un périhélie supérieur à 1,666 UA, il est classé, selon la JPL Small-Body Database, comme objet de la ceinture principale d'astéroïdes.

### Caractéristiques physiques
(24170) 1999 WB13 a une magnitude absolue (H) de 15,0 et un albédo estimé à 0,222.